# Plecoptera diplogramma
Plecoptera diplogramma là một loài bướm đêm trong họ Erebidae.